# São Leopoldo
São Leopoldo är en stad och kommun i Brasilien och ligger i delstaten Rio Grande do Sul. Den ingår i Porto Alegres storstadsområde och hade år 2014 cirka 227 000 invånare.